# Dačice město
Dačice město – przystanek kolejowy w miejscowości Dačice, w kraju południowoczeskim, w Czechach. Znajduje się na wysokości 460 m n.p.m..  
Na przystanku nie ma możliwość zakupu biletów, a obsługa podróżnych odbywa się w pociągu.

## Linie kolejowe
- 227 Kostelec u Jihlavy - Slavonice